# Elisabeth Baumgartner
Elisabeth Baumgartner, auch Elisabeth Baumgartner-Siegenthaler (* 25. März 1889 in Trub; † 7. Mai 1957 in Langnau im Emmental), war eine Schweizer Bäuerin und Verfasserin von Theaterstücken und Hörspielen in Berndeutsch; Pseudonym: Änneli im Ämmital.

## Leben

### Familie
Elisabeth Baumgartner war die Tochter des Landwirts Johann Siegenthaler; sie war das älteste Kind und hatte noch vier Geschwister. Ab 1909 war sie mit dem Landwirt Christian Baumgartner verheiratet; gemeinsam hatten sie drei Söhne und drei Töchter, zu diesen Kindern gehörte unter anderem auch der Pionier des landwirtschaftlichen Buchhaltungswesens in der Schweiz Hans Baumgartner (1910–1984). Nach ihrer Hochzeit lebte sie in Trubschachen.

### Werdegang
Elisabeth Baumgartner wuchs auf der Mettlenalp in Trub auf und besuchte die Schule in Fankhaus.
Sie war eine Bäuerin und begann nach der Hochzeit mundartliche Theaterstücke zu verfassen, die meist Stoffe von Jeremias Gotthelf, unter anderem 1936 D’Lindouere (das Stück wurde 1951 in Bern wieder auf den Spielplan gesetzt), 1937 Ueli der Chnächt und 1954 Ueli der Pächter, behandelten. 1942 verfasste sie auch Der schwarz Gascht, nach der Novelle von Heinrich Zschokke. Später verfasste sie auch Vorträge und Hörspiele, die sie im Radio vortrug.
Sie hielt ausserdem immer wieder Vorträge zum Leben in einem Emmentaler Bauernhaus, so unter anderem 1938 mit Würde, Läbe und Stärbe im Aemmetaler Puurehus bei der Schweizerischen Gesellschaft für Volkskunde in Langnau und 1949 mit Freudiger Alltag an der Bäuerinnenschule Uttewil bei Bösingen, die Bertha Schnyder (1887–1968) 1929 gegründet hatte.
Unter ihrem Pseudonym veröffentlichte sie auch in den Emmentaler Nachrichten und im Alpenhornkalender.
Sie verstarb 68-jährig im Spital in Langnau im Emmental.
Der Licorne-Verlag gab ihre Erzählbände Chnöpf u Blüeschtli und Chlynni Wält in den 1990er Jahren neu heraus.

## Mitgliedschaften
Elisabeth Baumgartner war Mitglied im Berner Schriftstellerinnen und Schriftsteller Verein.

## Auszeichnungen
- Elisabeth Baumgartner bekam 1936 den Gfeller-Rindlisbacher-Preis für Mundartspiele für ihr Theaterstück D’Lindouere.
- Für ihr Stück Heilige Abe erhielt sie 1944 einen mit 1.000 Franken dotierten Preis von Radio Bern.[16]
- Sie bekam 1946 und 1950 den Berner Literaturpreis, der mit 500 Franken dotiert war.[17][18]
- 1948 erhielt sie den dritten, mit 500 Franken dotierten Preis des Heimatschutztheater-Wettbewerbs für ihr Stück Peter der Naar.[19]
- Im Rahmen des Gotthelf-Dramen-Wettbewerbs erhielt sie 1954 den vierten Preis, verbunden mit 600 Franken.[20]

## Schriften (Auswahl)
- Ueli der Pächter: ein Spiel in fünf Bildern frei nach Gotthelf. Selbstverlag, Trubschachen i. E. 1937.
- Christian Rubi, Elisabeth Baumgartner, Hans Rhyn: Die Bauernstube. Gassmann, Solothurn 1944.
- Peter der Naar: Schauspiel in vier Akten aus der Zeit der Reformation im Emmental. A. Francke, Bern 1948.
- Chnöpf u Blüeschtli. A. Francke, Bern 1948.
- mit Walter Neuweiler, Hedwig Breitenstein-Müller, Hans Zulliger: Die Bäuerin als Mutter. Buchverlag Verbandsdruckerei, Bern 1950.
- Chlynni Wält: Trueber Gschichte u allerlei vo alte Brüüch. A. Francke, Bern 1951.[21]
- No meh Bärner Gschichte. Alfred Scherz, Bern 1953.
- Änneli. A. Scherz, Bern 1953.
- mit Ernst Probst, Hanni Zahner, Hanna Willi, Margrit Bosch-Peter: Zur Berufswahl der Mädchen. Gesellschaft zur Herausgabe von Fachliteratur, Basel 1953.